# Patric Kjellberg
Patric Kjellberg (* 17. Juni 1969 in Trelleborg) ist ein ehemaliger schwedischer Eishockeyspieler, der in seiner aktiven Zeit von 1985 bis 2003 unter anderem für die Montréal Canadiens, Nashville Predators und Mighty Ducks of Anaheim in der National Hockey League gespielt hat.

## Karriere
Patric Kjellberg begann seine Karriere als Eishockeyspieler bei Falu IF, für den er von 1985 bis 1988 in der zweitklassigen Division 1 aktiv war. Anschließend wurde er im NHL Entry Draft 1988 in der vierten Runde als insgesamt 83. Spieler von den Montréal Canadiens ausgewählt. Zunächst blieb der Angreifer jedoch in seiner schwedischen Heimat, in der in den folgenden vier Jahren für AIK Solna in der Elitserien auflief, ehe er für die Saison 1992/93 von den Montréal Canadiens nach Nordamerika beordert wurde. In seinem Rookiejahr erhielt der Linksschütze in sieben Spielen in der National Hockey League für das Team aus Québec zwei Strafminuten. Den Großteil der Spielzeit verbrachte er allerdings bei deren Farmteam aus der American Hockey League, den Fredericton Canadiens.
Im Sommer 1993 kehrte Kjellberg nach Schweden zurück, wo er einen Vertrag bei HV71 erhielt, mit dem er in der Saison 1994/95 zum ersten und einzigen Mal in seiner Laufbahn Schwedischer Meister wurde. Daraufhin verbrachte der Olympiasieger von 1994 drei Jahre bei deren Ligarivalen aus der Elitserien Djurgårdens IF, wobei er in der Saison 1997/98 mit 30 Toren bester Torschütze in der Elitserien-Hauptrunde war. Somit konnte sich der Schwede für einen Vertrag beim neugegründeten NHL-Franchise Nashville Predators empfehlen, für das er in den folgenden drei Spielzeiten regelmäßig auf dem Eis stand, ehe er am 1. November 2001 im Tausch für Petr Tenkrát an die Mighty Ducks of Anaheim abgegeben wurde. Mit den Kaliforniern erreichte der Flügelspieler in der Saison 2002/03 die Finalspiele um den prestigeträchtigen Stanley Cup, in denen er mit seiner Mannschaft den New Jersey Devils in der Best-of-Seven-Serie knapp mit 3:4 Siegen unterlag. Im Anschluss an diese Spielzeit beendete er im Alter von 34 Jahren seine Karriere.

### International
Für Schweden nahm Kjellberg an der U20-Junioren-Weltmeisterschaft 1989 sowie den Weltmeisterschaften 1992 und 1998 teil. Des Weiteren stand er im Aufgebot Schwedens bei den Olympischen Winterspielen 1992 in Albertville, 1994 in Lillehammer und 1998 in Nagano.

## Erfolge und Auszeichnungen
- 1995 Schwedischer Meister mit HV71
- 1998 Bester Torschütze der Elitserien
- 1998 Rinkens riddare

### International
- 1987 Goldmedaille bei der U18-Junioren-Europameisterschaft
- 1989 Silbermedaille bei der U20-Junioren-Weltmeisterschaft
- 1992 Goldmedaille bei der Weltmeisterschaft
- 1994 Goldmedaille bei den Olympischen Winterspielen
- 1998 Goldmedaille bei der Weltmeisterschaft